# 佐藤彰 (文学研究者)
佐藤 彰（さとう あきら、1931年〈昭和6年〉4月29日 - 2002年〈平成14年〉5月3日）は、日本の教育者、文学者（国文学・近世文学）。学位は文学修士（北海道大学・1961年）。静岡県立大学名誉教授。
北海道札幌星園高等学校教諭、釧路工業高等専門学校助教授、静岡女子短期大学教授、静岡女子短期大学学生部部長、静岡県立大学短期大学部教授、大谷女子大学文学部教授、大谷女子大学大学院文学研究科研究科長、園田学園女子大学国際文化学部教授、園田学園女子大学近松研究所所長（第3代）などを歴任した。

## 概要
国文学を専攻する文学研究者である。古浄瑠璃の研究や近松門左衛門が遺した作品の研究で知られる。農村舞台や人形芝居についての研究でも知られ、「近世文学の権威」と謳われた。北海道札幌星園高等学校、釧路工業高等専門学校、静岡女子短期大学、静岡県立大学、大谷女子大学、園田学園女子大学、といった教育・研究機関で教鞭を執った。園田学園女子大学では「余人をもって替えがたい」として請われて、近松研究所の所長に就任したが、体調を崩して翌年に死去した。

## 来歴

### 生い立ち
1931年（昭和6年）4月29日、岩手県盛岡市にて生まれた。父は大蔵省の外局である専売局の職員だったため、父の転勤に伴い山形県、青森県、秋田県などを転々とする。1944年（昭和19年）3月に岩手県花巻市にある国民学校を卒業し、同年4月に岩手県立花巻中学校に入学した。しかし、またも山形県に転居することになり、同年8月に山形県立酒田中学校に転入した。旧制高等学校への進学を志すも、太平洋戦争終結後の家庭の経済状況により断念する。その後、学制改革により山形県立酒田中学校は山形県立酒田第一高等学校に改組されたが、引き続き同校に在籍した。1950年（昭和25年）3月、山形県立酒田第一高等学校を卒業した。
家族は山形大学農学部への進学を望んでいたが、1950年（昭和25年）4月に北海道大学に入学し、教養科の理類にて学んだ。1952年（昭和27年）4月に農学部の農業生物学科に進んだが、1954年（昭和29年）4月に文学部に転部し、文学科の国文学専攻にて学んだ。1957年（昭和32年）3月、北海道大学を卒業した。それに伴い、文学士の称号を取得した。同年4月、北海道大学の文学部にて研究生となった。また、同年4月17日に結婚している。1959年（昭和34年）4月、北海道大学の大学院に進学し、文学研究科の国文学専修にて学んだ。1961年（昭和36年）3月、北海道大学の大学院における修士課程を修了した。それに伴い、文学修士の学位を取得した。同年4月より博士課程に在籍し、1965年（昭和40年）3月に単位取得満期退学した。

### 文学研究者として
大学院に籍を置きつつ、1961年（昭和36年）5月より北海道札幌市により設置・運営される北海道札幌星園高等学校にて教諭となり、1965年（昭和40年）3月まで勤務した。その間、他の教育・研究機関の役職も兼任していた。1964年（昭和39年）4月から1965年（昭和40年）3月にかけて、浅井学園が設置・運営する北海道女子短期大学にて講師を非常勤で兼任していた。
1965年（昭和40年）4月、国が新設した釧路工業高等専門学校に採用され、助教授に就任した。それに伴い、北海道釧路市に転居した。1967年（昭和42年）3月まで勤務した。
1967年（昭和42年）4月、静岡県により設置・運営される静岡女子短期大学に採用され、助教授として着任した。それに伴い、静岡県浜松市に転居した。その間、胃潰瘍に罹患し、1969年（昭和44年）1月より日本医科大学付属病院に入院して手術するが、その際の輸血によりのちにC型肝炎を発症する。また、1971年（昭和46年）10月から1972年（昭和47年）3月にかけて、早稲田大学の大学院に内地留学し、文学研究科の芸術学（演劇）専攻にて学んだ。1973年（昭和48年）4月、静岡女子短期大学の教授に昇任した。その傍ら、学内の要職も歴任しており、1974年（昭和49年）4月から1978年（昭和53年）3月まで、および、1982年（昭和57年）4月から1984年（昭和59年）3月まで、それぞれ学生部の部長を兼務した。
その後、静岡女子大学は静岡薬科大学や静岡女子大学と統合され、新たに静岡県立大学が発足した。それに伴い、1987年（昭和62年）4月より静岡県立大学の短期大学部にて教授を務めることになった。また、他の教育・研究機関の役職も兼任していた。1990年（平成2年）9月から1991年（平成3年）9月にかけては、インドネシア大学で文学部の客員教授を兼任していた。それに伴い、インドネシア共和国に渡り、ジャカルタ首都特別州に滞在することになった。1992年（平成4年）3月、静岡県立大学を退職した。
1992年（平成4年）3月、大谷学園が設置・運営する大谷女子大学に採用され、文学部の教授として着任した。のちに1996年（平成8年）4月から2000年（平成12年）3月にかけて、大学院で文学研究科の教授も兼務した。その傍ら、学内の要職も歴任しており、1994年（平成6年）4月から1996年（平成8年）3月にかけて、文学部の国文学科にて学科長を兼務した。1998年（平成10年）4月から2000年（平成12年）3月にかけて、大学院の文学研究科にて研究科長を兼務した。また、他の教育・研究機関の役職も兼任していた。1993年（平成5年）7月から同年9月にかけて、インドネシア大学にて再び文学部の客員教授を兼任した。それに伴い、ジャカルタ首都特別州に滞在した。なお、古巣である静岡県立大学より、1992年（平成4年）11月に名誉教授の称号が授与されている。2001年（平成13年）3月、大谷女子大学を退職した。
2001年（平成13年）4月、園田学園が設置・運営する園田学園女子大学に招かれ、近松研究所にて所長に就任した。所長としては3代目であり、松平進の後任となる。同時に国際文化学部の教授にも着任した。その間、胃癌に罹患し、2002年（平成14年）3月に聖隷浜松病院に入院して手術するが、同年5月3日に消化管出血による出血性ショックのため死去した。その後、園田学園女子大学は近松研究所の第4代所長として乾安代を充てた。

## 研究
専門は文学であり、国文学や近世文学といった分野について研究していた。具体的には、古浄瑠璃から近松門左衛門の作品までの浄瑠璃の研究に取り組んだ。また、農村舞台や人形芝居の研究にも取り組んでおり、日本のみならずアジアの人形芝居についても研究していた。1899年（明治32年）から1945年（昭和20年）にかけて発行された『浄瑠璃雑誌』についても研究しており、『浄瑠璃雑誌』に関する研究の先駆者であった。
江戸時代に発行された『歌舞伎評判記』を採録した『歌舞伎評判記集成』の編纂に携わった。同様に、西村市郎右衛門による浮世草子を採録した『西村本小説全集』の編纂にも携わった。寛永年間の幸若舞の詞章を採録した『舞の本』の編纂にも携わった。さらに古浄瑠璃の詞章を採録した『古浄瑠璃正本集』や竹本義太夫の浄瑠璃の詞章を採録した『竹本義太夫浄瑠璃正本集』の編纂にも携わった。そのほか、静岡県引佐郡引佐町が発行した『引佐町史』の民俗芸能編の編纂にも携わった。

## 人物
園田学園女子大学学長だった一谷宣宏は、佐藤について「平常はマイペースで飄々とされた印象が強い」と評しているが、一方で「研究・教育のあり方については、真正面からあふれる熱意をもって発言され、お互いの思いをぶつけあって何度か激論を交わした」と回顧しており、教学分野については熱く議論する一面もあったとされる。

## 略歴
- 1931年 - 岩手県盛岡市にて誕生[4]。
- 1950年 - 山形県立酒田第一高等学校卒業[4]。
- 1957年 - 北海道大学文学部卒業[4]。
- 1957年 - 北海道大学文学部研究生[2]。
- 1957年 - 結婚[2]。
- 1961年 - 北海道大学大学院文学研究科修士課程修了[2]。
- 1961年 - 北海道札幌星園高等学校教諭[2]。
- 1964年 - 北海道女子短期大学講師[2]。
- 1965年 - 北海道大学大学院文学研究科博士課程単位取得満期退学[2]。
- 1965年 - 釧路工業高等専門学校助教授[2]。
- 1967年 - 静岡女子短期大学助教授[2]。
- 1971年 - 早稲田大学大学院文学研究科内地留学[2]。
- 1973年 - 静岡女子短期大学教授[2]。
- 1974年 - 静岡女子短期大学学生部部長[2]。
- 1982年 - 静岡女子短期大学学生部部長[2]。
- 1987年 - 静岡県立大学短期大学部教授[2]。
- 1990年 - インドネシア大学文学部客員教授[3]。
- 1992年 - 大谷女子大学文学部教授[3]。
- 1992年 - 静岡県立大学名誉教授[3]。
- 1993年 - インドネシア大学文学部客員教授[3]。
- 1994年 - 大谷女子大学文学部国文学科学科長[3]。
- 1996年 - 大谷女子大学大学院文学研究科教授[3]。
- 1998年 - 大谷女子大学大学院文学研究科研究科長[3]。
- 2001年 - 園田学園女子大学国際文化学部教授[3]。
- 2001年 - 園田学園女子大学近松研究所所長[3]。
- 2002年 - 静岡県浜松市にて死去[3]。

## 著作

### 編纂
- 歌舞伎評判記研究会編『歌舞伎評判記集成』1巻、岩波書店、1972年。全国書誌番号:75044750
- 歌舞伎評判記研究会編『歌舞伎評判記集成』2巻、岩波書店、1973年。全国書誌番号:75044751
- 歌舞伎評判記研究会編『歌舞伎評判記集成』3巻、岩波書店、1973年。全国書誌番号:75044752
- 歌舞伎評判記研究会編『歌舞伎評判記集成』4巻、岩波書店、1973年。全国書誌番号:75044753
- 歌舞伎評判記研究会編『歌舞伎評判記集成』5巻、岩波書店、1974年。全国書誌番号:75044754
- 歌舞伎評判記研究会編『歌舞伎評判記集成』6巻、岩波書店、1974年。全国書誌番号:75044755
- 歌舞伎評判記研究会編『歌舞伎評判記集成』7巻、岩波書店、1975年。全国書誌番号:75044756
- 歌舞伎評判記研究会編『歌舞伎評判記集成』8巻、岩波書店、1975年。全国書誌番号:75044757
- 歌舞伎評判記研究会編『歌舞伎評判記集成』9巻、岩波書店、1976年。全国書誌番号:75044758
- 歌舞伎評判記研究会編『歌舞伎評判記集成』10巻、岩波書店、1976年。全国書誌番号:75044759
- 歌舞伎評判記研究会編『歌舞伎評判記集成』別巻、岩波書店、1977年。全国書誌番号:78004549
- 西村本小説研究会編『西村本小説全集』上巻、勉誠社、1985年。全国書誌番号:85036893
- 西村本小説研究会編『西村本小説全集』下巻、勉誠社、1985年。全国書誌番号:85063083
- 須田悦生ほか編『舞の本』寛永版、三弥井書店、1990年。ISBN 4838270046
- 古浄瑠璃正本集刊行会編『古浄瑠璃正本集』角太夫編第2、大学堂書店、1992年。全国書誌番号:20170466
- 古浄瑠璃正本集刊行会編『古浄瑠璃正本集』加賀掾編第5、大学堂書店、1993年。全国書誌番号:94025380
- 古浄瑠璃正本集刊行会編『竹本義太夫浄瑠璃正本集』上巻、大学堂書店、1995年。全国書誌番号:96021610
- 古浄瑠璃正本集刊行会編『竹本義太夫浄瑠璃正本集』下巻、大学堂書店、1995年。全国書誌番号:96021610
- 引佐町編『引佐町史』民俗芸能編、引佐町、1995年。全国書誌番号:95073718

### 寄稿、分担執筆、等
- 野田寿雄ほか編『北海道国文学文献目録』野田寿雄、1970年。NCID BN12938357
- 角田一郎編『農村舞台の総合的研究－歌舞伎・人形芝居を中心に』桜楓社、1971年。全国書誌番号:75043925
- 日本大辞典刊行会編集『日本国語大辞典』1巻、小学館、1972年。全国書誌番号:75009742
- 日本大辞典刊行会編集『日本国語大辞典』2巻、小学館、1973年。全国書誌番号:75009743
- 日本大辞典刊行会編集『日本国語大辞典』3巻、小学館、1973年。全国書誌番号:75009744
- 日本大辞典刊行会編集『日本国語大辞典』4巻、小学館、1973年。全国書誌番号:75009745
- 日本大辞典刊行会編集『日本国語大辞典』5巻、小学館、1973年。全国書誌番号:75009746
- 日本大辞典刊行会編集『日本国語大辞典』6巻、小学館、1973年。全国書誌番号:75009747
- 日本大辞典刊行会編集『日本国語大辞典』7巻、小学館、1974年。全国書誌番号:75017172
- 日本大辞典刊行会編集『日本国語大辞典』8巻、小学館、1974年。全国書誌番号:75009748
- 日本大辞典刊行会編集『日本国語大辞典』9巻、小学館、1974年。全国書誌番号:75009749
- 日本大辞典刊行会編集『日本国語大辞典』10巻、小学館、1974年。全国書誌番号:75009750
- 日本大辞典刊行会編集『日本国語大辞典』11巻、小学館、1974年。全国書誌番号:75009751
- 日本大辞典刊行会編集『日本国語大辞典』12巻、小学館、1974年。全国書誌番号:75009752
- 日本大辞典刊行会編集『日本国語大辞典』13巻、小学館、1975年。全国書誌番号:75009753
- 日本大辞典刊行会編集『日本国語大辞典』14巻、小学館、1975年。全国書誌番号:75009754
- 日本大辞典刊行会編集『日本国語大辞典』15巻、小学館、1975年。全国書誌番号:75009755
- 日本大辞典刊行会編集『日本国語大辞典』16巻、小学館、1975年。全国書誌番号:75009756
- 日本大辞典刊行会編集『日本国語大辞典』17巻、小学館、1975年。全国書誌番号:75009757
- 日本大辞典刊行会編集『日本国語大辞典』18巻、小学館、1975年。全国書誌番号:75009758
- 日本大辞典刊行会編集『日本国語大辞典』19巻、小学館、1976年。全国書誌番号:75009759
- 日本大辞典刊行会編集『日本国語大辞典』20巻、小学館、1976年。全国書誌番号:75009760
- 静岡新聞社出版局編『静岡大百科事典』静岡新聞社、1978年。全国書誌番号:78022129
- 熊本大学法文学部国文学研究室ほか編『北岡文庫蔵書解説目録・細川幽斎関係文学書・北海道国文学文献目録・山崎文庫目録』大空社、1998年。ISBN 4756807038

### 註釈
1. ↑  専売局は、1949年に日本専売公社に改組された。
2. ↑  岩手県立花巻中学校は、1948年に岩手県立花巻第一高等学校に改組された。
3. ↑  山形県立酒田中学校は、1948年に山形県立酒田第一高等学校に改組された。
4. ↑  文学士の称号は、1991年7月1日以降の学士（文学）の学位に相当する。
5. ↑  文学修士の学位は、1991年7月1日以降の修士（文学）の学位に相当する。
6. ↑  北海道札幌星園高等学校は、市立札幌大通高等学校に統合され、2010年に廃止された。
7. ↑  北海道女子短期大学は、1997年に北海道女子大学短期大学部に改組された。
8. ↑  釧路工業高等専門学校は、2004年に国から独立行政法人国立高等専門学校機構に移管された。
9. ↑  静岡女子短期大学は、静岡薬科大学、静岡女子大学と統合され、1987年に静岡県立大学が設置された。
10. ↑  大谷女子大学は、2006年に大阪大谷大学に改組された。
11. ↑  静岡県引佐郡引佐町は、2005年に浜松市に編入された。

## 関連人物
- 近松門左衛門